# Puerta de Hierro (Palacio de Diocleciano)
La Puerta de Hierro (en croata: Željezna vrata, en latín: Porta ferrea), o "Puerta Occidental", es una de las cuatro puertas romanas principales de acceso al stari grad (casco antiguo) de Split, que en su día fue el Palacio de Diocleciano. Originalmente era una puerta militar desde la que las tropas accedían al complejo, y es la única que se ha mantenido en uso hasta nuestros días.

## Historia
Durante la antigüedad tardía, la puerta era conocida como Porta Occidentalis  ("la Puerta Occidental"). Durante las persecuciones bajo Teodosio I, se retiró de la puerta una escultura en relieve de Nike, la diosa romana de la victoria (que estaba en el dintel); más tarde, en el siglo V, los cristianos grabaron una cruz en su lugar.  
En el siglo VI sobre la puerta se construyó una pequeña iglesia dedicada a San Teodoro. Esto coincidió con la afluencia al complejo de refugiados procedentes de comunidades limítrofes; iglesias similares se encontraban sobre la Puerta de Oro, la Puerta de Plata y la Puerta de Bronce. Sobre la iglesia de Nuestra Señora de Zvonik se erigió en el siglo XI un campanario prerrománico que es el campanario más antiguo que se conserva en la costa adriática. En el siglo XI, la iglesia fue reconstruida y dedicada de nuevo, y ahora se conoce como iglesia de Nuestra Señora del Campanario o iglesia de Nuestra Señora de Zvonik, donde se conserva una imagen de Nuestra Señora de Zvonik. Más tarde se añadió un reloj a la fachada de la puerta. Durante la Edad Media, la zona interior de la puerta se utilizó como palacio de justicia. 
Tras la expansión de la ciudad desde el palacio hacia el oeste, la Puerta de Hierro siguió en funcionamiento como puerta de la ciudad con una caseta de vigilancia. El campanario románico ocultaba parcialmente el lado izquierdo de la puerta, a la derecha el palacio de la familia Cipriani Benedetti, decorado con dos singulares ventanas de seis lados. En años posteriores, funcionó hasta bien entrado el siglo XX un bazar de pequeñas tiendas. 

## Descripción
La Porta Occidentalis era una puerta secundaria del palacio de Diocleciano, ya que no era la principal y estaba situada en medio de la muralla oeste. Formada por dos partes, una puerta exterior y otra interior, concebidas como un sistema defensivo, la arquitectura tiene un perfil rico, mientras que el arco se perfila fácilmente. En lugar de arcos ciegos y columnas, se disponen una serie de arcadas casuales.
Estas puertas están situadas junto a las escaleras del propagador, similares a las originales, que conducen al pasillo de patrulla. El pasillo de cada lado tiene tres arcadas de 1,45 x 2,90 m en el interior y cinco en el exterior. La anchura del pasillo es de 1,20 m, la parte derecha del muro es de 0,57 m, la izquierda de 0,45 m, y el grosor total del muro es de 2,22 m. El pasillo tiene unos 5,20 m de altura y la piedra de roca original cubre una losa que termina la altura del muro perimetral y es el único lugar del palacio donde se puede ver la punta del muro principal. La altura relativa en ese lugar es de 15,75 m y el umbral es 1 m más bajo que el paso actual. El reloj de la ciudad también es de especial interés, ya que tiene 24 dígitos (en lugar de los 12 habituales).

## Galería

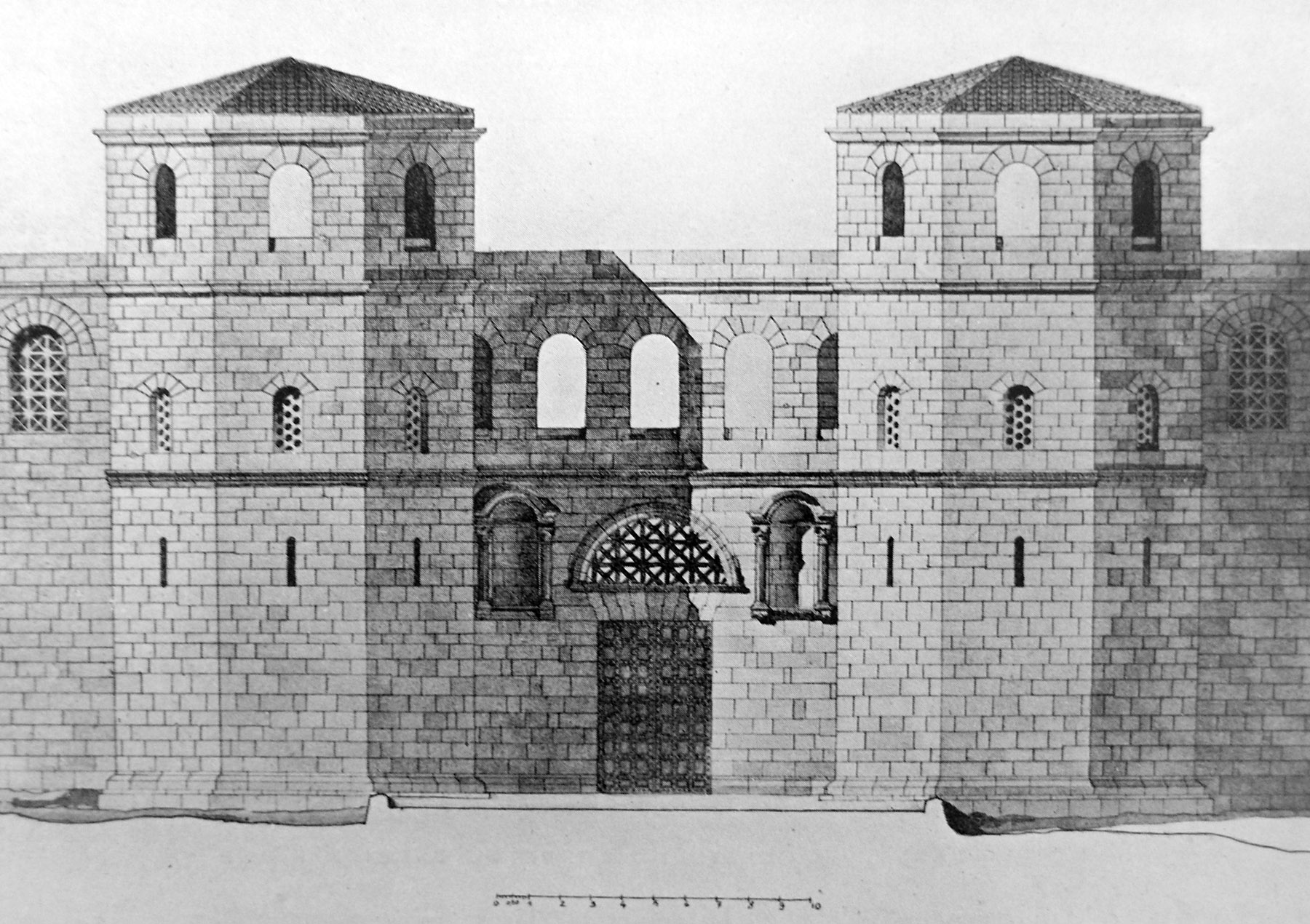
Reconstrucción de la Puerta de Hierro del siglo V
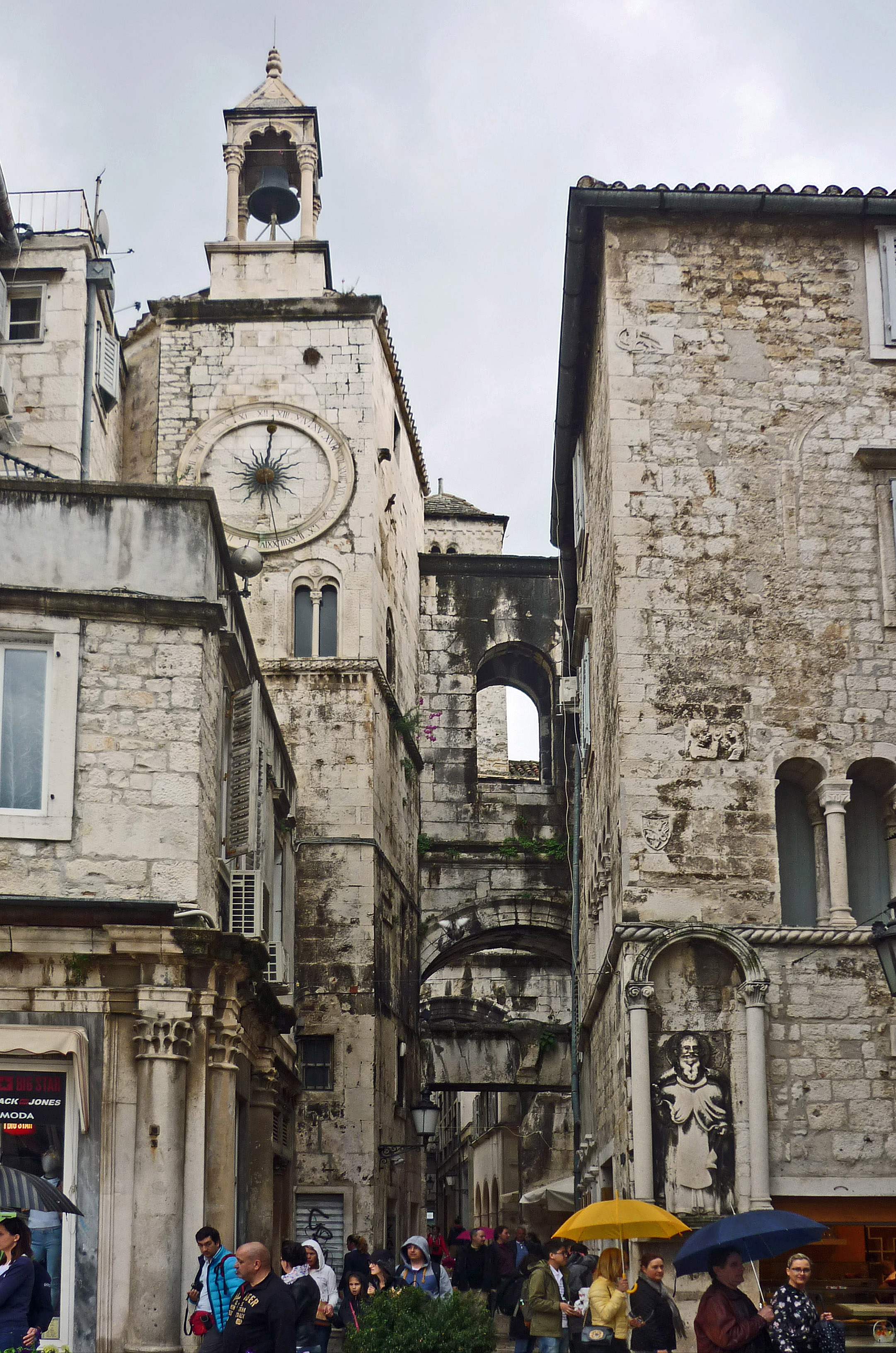
La Puerta de Hierro y sus edificios adyacentes 2017